# El-Guna

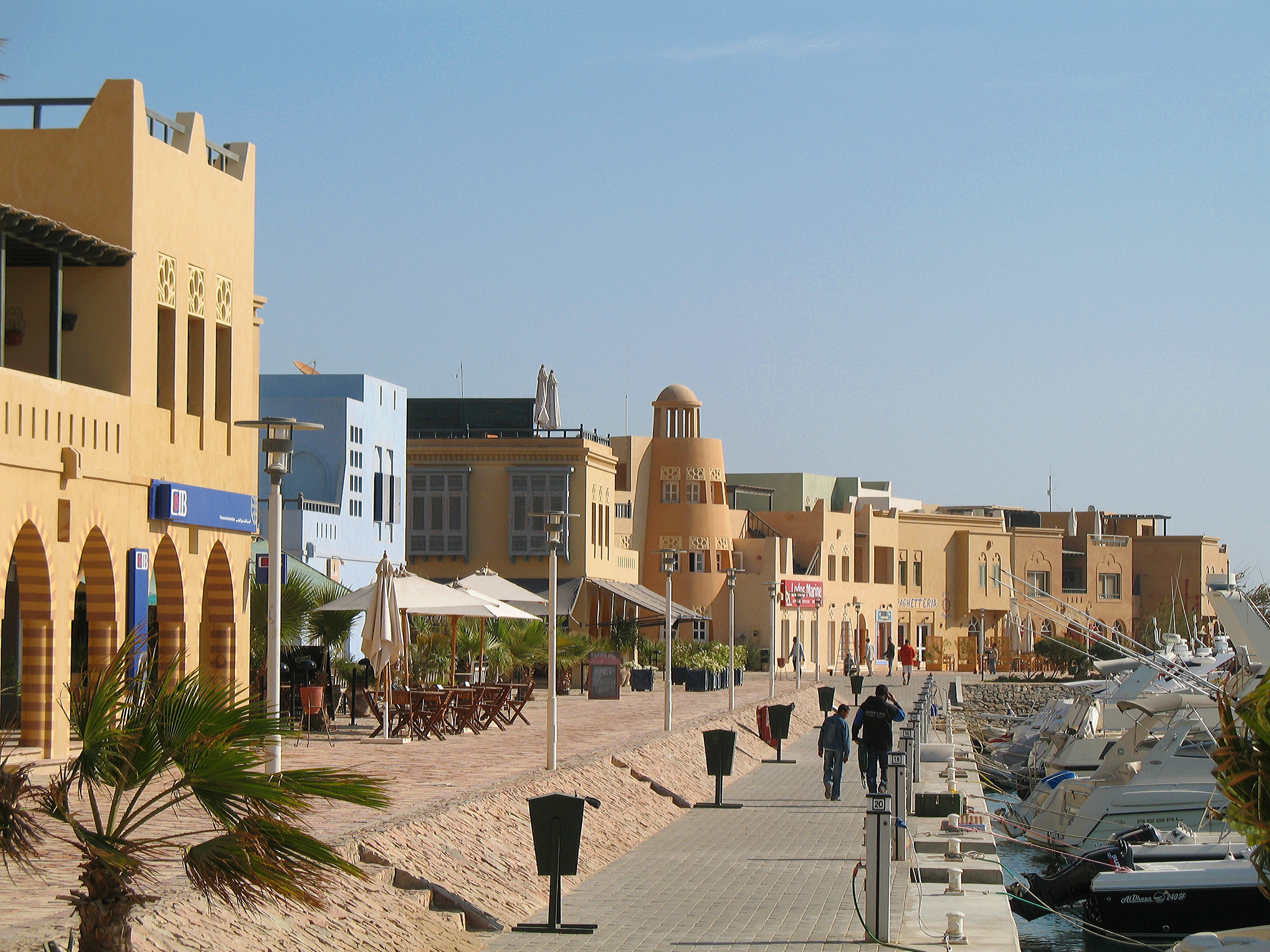
Uferpromenade von el-Guna

El-Guna, Eigenschreibweise auch El Gouna oder Gouna (arabisch الجونة, DMG al-Ǧūna ‚die Bucht, der Golf‘, im Kairoer Dialekt ig-Gūna gesprochen) ist ein Touristenort an der Küste des Roten Meeres in Ägypten. Die Einwohnerzahl betrug einschließlich der zeitweiligen Bewohner von Wohneigentum Ende 2009 etwa 15.000 Menschen.

## Lage
Die Ferienstadt liegt etwa 22 Kilometer nördlich von Hurghada im Gouvernement al-Bahr al-ahmar direkt am Roten Meer und hat eine Fläche von 4,8 × 1,8 km. Die Südspitze der Sinai-Halbinsel liegt in nordnordöstlicher Richtung etwa 80 km entfernt.

## Geschichte
Der ägyptische Unternehmer Samih Sawiris ließ im April 1989 den Grundstein für dieses Feriengebiet legen. Die Anlage ist das Vorzeigeprojekt seiner Orascom-Gruppe, in deren Eigentum sich die Anlage größtenteils befindet.
Der Ferienort ist als mediterrane Lagunenlandschaft mit kilometerlangen, künstlich angelegten Wasserwegen und mehreren Inseln gestaltet, die untereinander über Brücken miteinander verbunden sind. Die Architektur der Häuser ist eine Mischung aus modernem und traditionellem nubischen Stil in hellen, gelben bis roten und hellblauen Farbtönen. Für den Bau wurden vor allem einheimische Materialien wie Lehm und Naturstein verwendet. In el-Guna gibt es 19 unterschiedlichen Hotels, zahlreiche Cafés, Restaurants und Geschäfte sowie Häuser mit Wohnungen, die als privates Wohneigentum erworben werden können.

## Infrastruktur
El-Guna besitzt ausgebaute und größtenteils asphaltierte Einkaufsstraßen, rund 100 Restaurants aller Richtungen, ein öffentliches Verkehrsnetz mit Bussen, Taxen und Booten, einen eigenen Sicherheitsdienst (El Gouna Security), mehrere Schulen, einen Campus der TU Berlin, eine Zweigstelle der Bibliothek von Alexandria, eine Kirche und eine Moschee. Weiterhin verfügt el-Guna über ein eigenes Telefonnetz und gewährleistet die Erreichbarkeit per Mobiltelefon. Des Weiteren befinden sich ein nach europäischem Standard ausgestattetes Krankenhaus, ein Zahnarzt, eine Dekompressionskammer für Taucher und drei Apotheken im Ort (jeweils eine im Krankenhaus, in der Abu Tig Marina und am Tamr Henna Platz). Ein kleiner Flughafen für Privat- oder Charterflugzeuge ist ebenfalls vorhanden. Der internationale Flughafen von Hurghada liegt zwanzig Kilometer südlich. Wasseraufbereitungsanlagen liefern in el-Guna frisches Wasser. Das Abwasser der Hotels wird in Aufbereitungsanlagen gefiltert und für die Bewässerung der Hotelgärten und des 18-Loch-Golfplatzes verwendet.
Der Yachthafen Abu Tig Marina bietet 117 Liegeplätze für Boote und Yachten bis maximal 40 m Länge. Nördlich der Abu Tig Marina wurde 2009 der große Yachthafen New Marina für Yachten bis 60 m Länge eröffnet. Zudem existiert noch der kleinere Abydos-Yachthafen am südlichen Ende der Stadt.

## Sport
- El-Guna bietet Möglichkeiten für traditionelle Wassersportarten und Sporttauchen. Mehrere Tauchbasen befinden sich im Ort, die Tauchgänge vor allem von Tauchbooten aus anbieten. Lohnende Ziele sind vor allem um die Insel Shadwan sowie das Riff Abu Nuhas mit seinen zahlreichen Schiffswracks wie die Carnatic, die Giannis D, die Marcus und die Kimon M. und weitere vorgelagerte Riffe.
- Begünstigt durch den gleichmäßig starken südlandigen Wind kann hier Kitesurfen betrieben werden. Die Windsicherheit ergibt sich aus der Lage des Küstenabschnitts: die etwa 35 Kilometer westlich liegenden bis zu 1300 Meter hohen Bergketten sowie nördlich der Golf von Suez und die dazu seitlich abschirmende Sinai-Halbinsel bilden einen Windkanal.
- Seit 2010 findet in el-Guna mit dem El Gouna International ein Squashturnier der PSA World Tour statt, das zuletzt zur PSA World Series zählte.
- In el-Guna ist der el-Guna FC beheimatet. Seit der Saison 2018/19 spielt er in der Egyptian Premier League; Heimspielstätte des Vereins ist das El-Guna-Stadion. Von April 2013 bis 2015 war der ehemalige Bundesliga-Profi Rainer Zobel Trainer des Vereins.[5]
- Auf einer Insel in der Stadt befindet sich der 1999 eröffnete 18-Loch-Golfplatz.
- 2004 fanden hier die ersten Beachhandball-Weltmeisterschaften statt.
- Im Dezember 2016 fanden im Hotel Mövenpick zuerst die Dreiband-Weltmeisterschaft der Junioren statt und anschließend der Dreiband-Weltcup. Der Veranstaltungsort wurde erstmals von Hurghada nach el-Guna verlegt.